# Anisogomphus anderi
Anisogomphus anderi е вид водно конче от семейство Gomphidae. Видът е незастрашен от изчезване.

## Разпространение
Разпространен е в Китай (Гуандун, Гуанси, Гуейджоу, Джъдзян, Дзянси, Съчуан, Фудзиен, Хунан и Юннан).